# Krzysztof Palczewski (muzyk)
Krzysztof Palczewski – polski klawiszowiec rockowy, kompozytor, realizator i producent muzyczny, znany z zespołów grających rock neoprogresywny: Collage, Satellite, Mr. Gil, Believe. Współpracował z Anitą Lipnicką (album Moje oczy są zielone) i Edytą Bartosiewicz (album Sen) oraz grupą Kashmir.
Od 2006 klawiszowiec progrockowego zespołu Space Avenue.

## Dyskografia
- 1993 – Collage Nine songs Of John Lennon – klawisze, nagrania, miks
- 1993 – Dee Facto Dee Facto – akordeon, klawisze, efekty specjalne, nagrania, miks
- 1994 – Collage Moonshine – klawisze
- 1994 – Edyta Bartosiewicz Sen – klawisze
- 1995 – Agni Hotra Protect your friends – nagrania, miks
- 1996 – Agni Hotra Govinda – nagrania, miks
- 1996 – Quidam Quidam – nagrania, mix
- 1996 – Collage Safe – nagrania, miks, klawisze
- 1998 – Mr.Gil Alone – miks, klawisze
- 1998 – Sweet Joy Sweet Joy – współkompozycje, współprodukcja
- 2000 – Ania Lipnicka Moje Oczy Są Zielone – produkcja, nagrania, miks, klawisze, współkompozycje
- 2001 – Renata Dąbkowska Jedna Na Cały Świat – klawisze
- 2003 – Ewelina Flinta Przeznaczenie – współkompozycja w utw. "Nieobecna"
- 2003 – Satellite A Street Between Sunrise And Sunset – klawisze, nagrania, miks, współprodukcja
- 2004 – Ewelina Flinta Żaluję (Maxi-Singiel)
- 2004 – Satellite Evening Games – klawisze, nagrania, miks, współprodukcja
- 2005 – Satellite Evening Dreams Live – klawisze, nagrania, miks, współprodukcja
- 2005 – Ewelina Flinta Nie znasz mnie – miks (z wyjątkiem utw. "Nie znasz mnie" – miks Leszek Kamiński)
- 2007 – Satellite Into The Night – nagrania, miks, klawisze
- 2007 – Peter Pan Days – miks
- 2008 – Strawberry Fields Rivers gone dry – miks

Źródło.